# شهرستان چیس (نبراسکا)
شهرستان چیس، نبراسکا (به انگلیسی: Chase County, Nebraska) یک سکونتگاه مسکونی در ایالات متحده آمریکا است که در نبراسکا واقع شده‌است.

## خصوصیات
شهرستان چیس ۲٬۳۲۵٫۸۲ کیلومترمربع مساحت دارد.